# Lumphăt
Lumphăt är en ort i Kambodja.   Den ligger i provinsen Ratanakiri, i den östra delen av landet, 300 km nordost om huvudstaden Phnom Penh. Lumphăt ligger 101 meter över havet och antalet invånare är 19 205.
Terrängen runt Lumphăt är platt. Runt Lumphăt är det mycket glesbefolkat, med 2 invånare per kvadratkilometer. Det finns inga andra samhällen i närheten. I omgivningarna runt Lumphăt växer huvudsakligen savannskog.